# Opperode

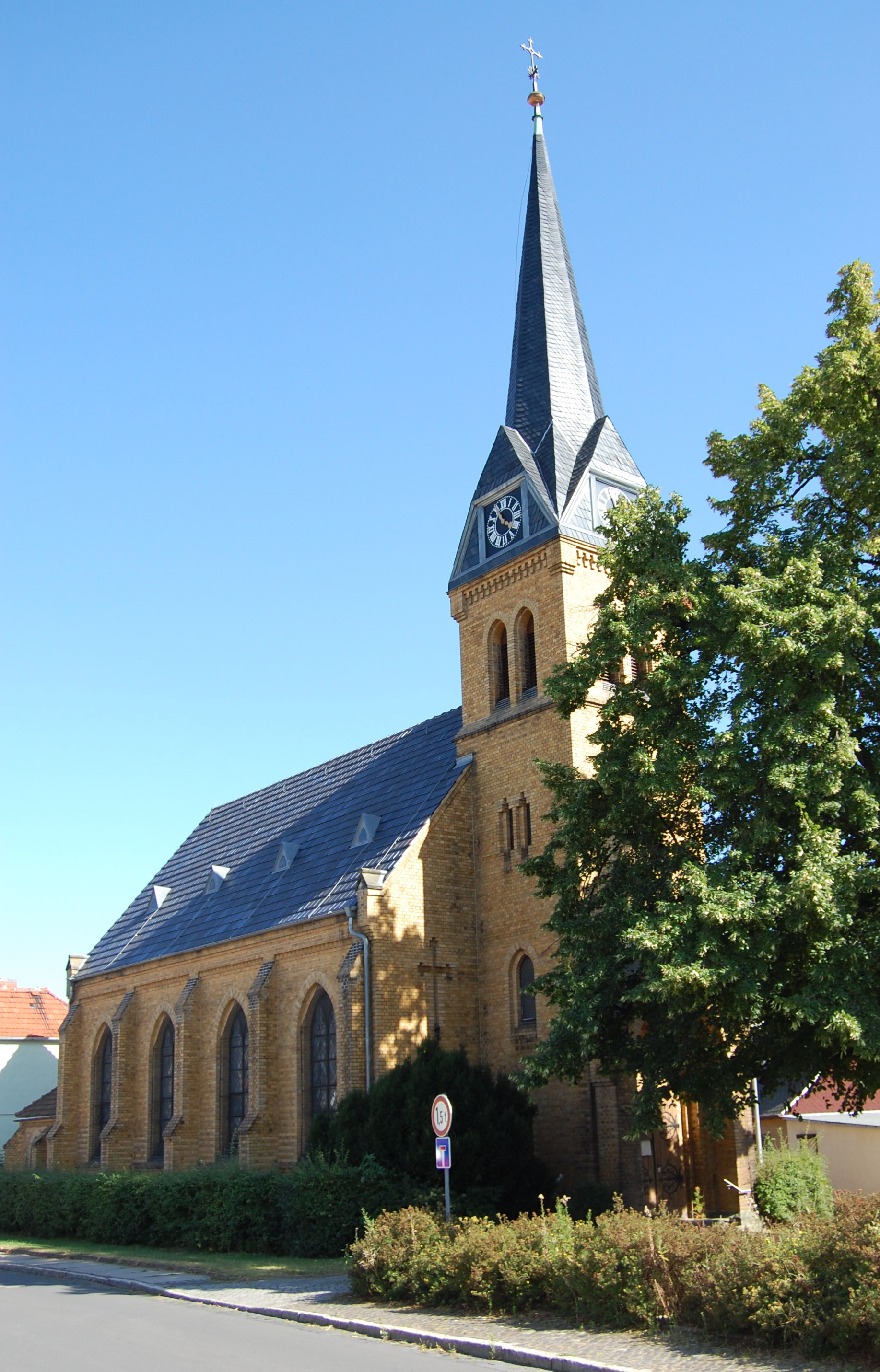
Sankt-Petrus-Kirche

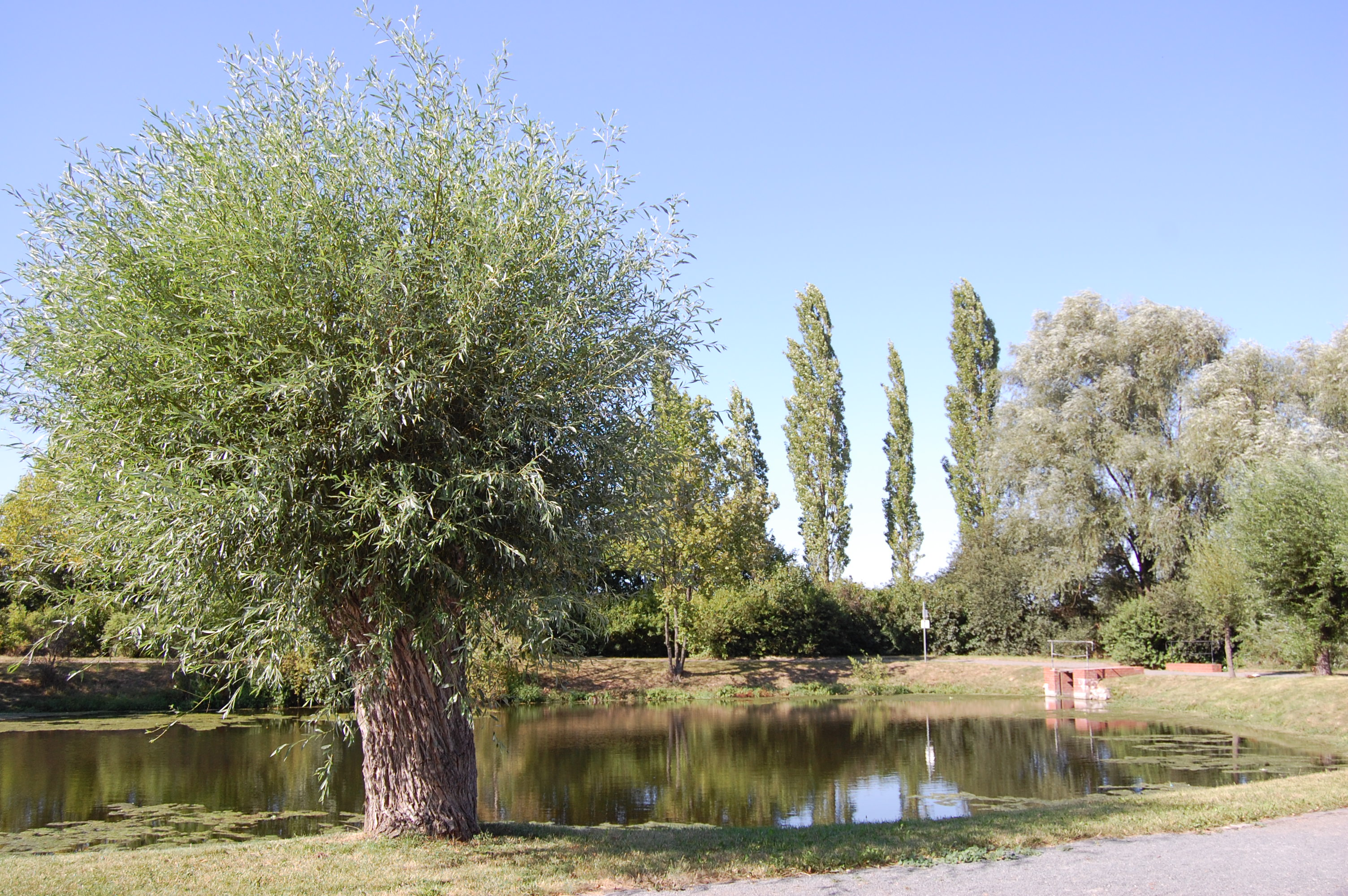
Dorfteich Opperode

Opperode ist ein zur Stadt Ballenstedt gehörendes Dorf in Sachsen-Anhalt.

## Lage
Opperode liegt östlich von Ballenstedt am Nordrand des Harzes. Der Ort hat 456 Einwohner (Stand 2009). Die Gesamtfläche der Gemarkung beträgt 2,51 km². Die Bevölkerungsdichte beträgt somit 181,7 Einwohner je km². Die tatsächlich bebaute Fläche beträgt 0,16 km². Im Ort liegt der Dorfteich Opperode. Südlich von Opperode liegt der Stahlsberg.

## Geschichte
Eine gewisse regionale Bedeutung erlangte Opperode als Abbaugebiet von Steinkohle und einzigem Steinkohlerevier von Anhalt-Bernburg. Der Steinkohleabbau dürfte bereits im frühen 16. Jahrhundert begonnen haben. Im Jahr 1573 erfolgte die Genehmigung zur Anlegung eines neuen Schachts. Von 1740 bis 1824 erfolgte ein intensiver Steinkohlenbergbau. Die Kohle wurde vor allem an die Kupferhütten im Mansfelder Land und die Saline Staßfurt geliefert. Von 1852 bis 1860 wurde erneut versucht Steinkohle abzubauen. Im Jahr 1869 wurde der Steinkohlenbergbau in Opperode endgültig eingestellt.
Im Jahr 1933 lebten im Ort 505 Menschen, 1939 war die Zahl auf 535 Einwohner angestiegen. Bis zum 19. Juli 1950 war Opperode eine selbständige Gemeinde und wurde dann nach Ballenstedt eingemeindet.

## Bauwerke
Erwähnenswert ist der Gutshof Opperode mit Gebäuden aus der Zeit des 18. Jahrhunderts. Aus dem Jahr 1891 stammt die evangelische Sankt-Petrus-Kirche. Auf dem Stahlsberg befindet sich der ab 1914 erbaute Bismarckturm.

## Persönlichkeiten
- Heinrich Julius von Wietersheim (1585–1645), Quedlinburger Stiftshofmeister und Mitglied der Fruchtbringenden Gesellschaft, in Opperode gestorben
- Georg Friedrich Karl Günther (1787–1825), Rektor des Gymnasiums in Helmstedt
- Friedrich Christian Paldamus (1763–1806), Theologe, in Opperode geboren
- August Oelze (1821–1900), Jurist und Politiker
- Karl Plättner (1893–1945), Autor und Kommunist, in Opperode geboren